# Distrito electoral federal 1 de Puebla

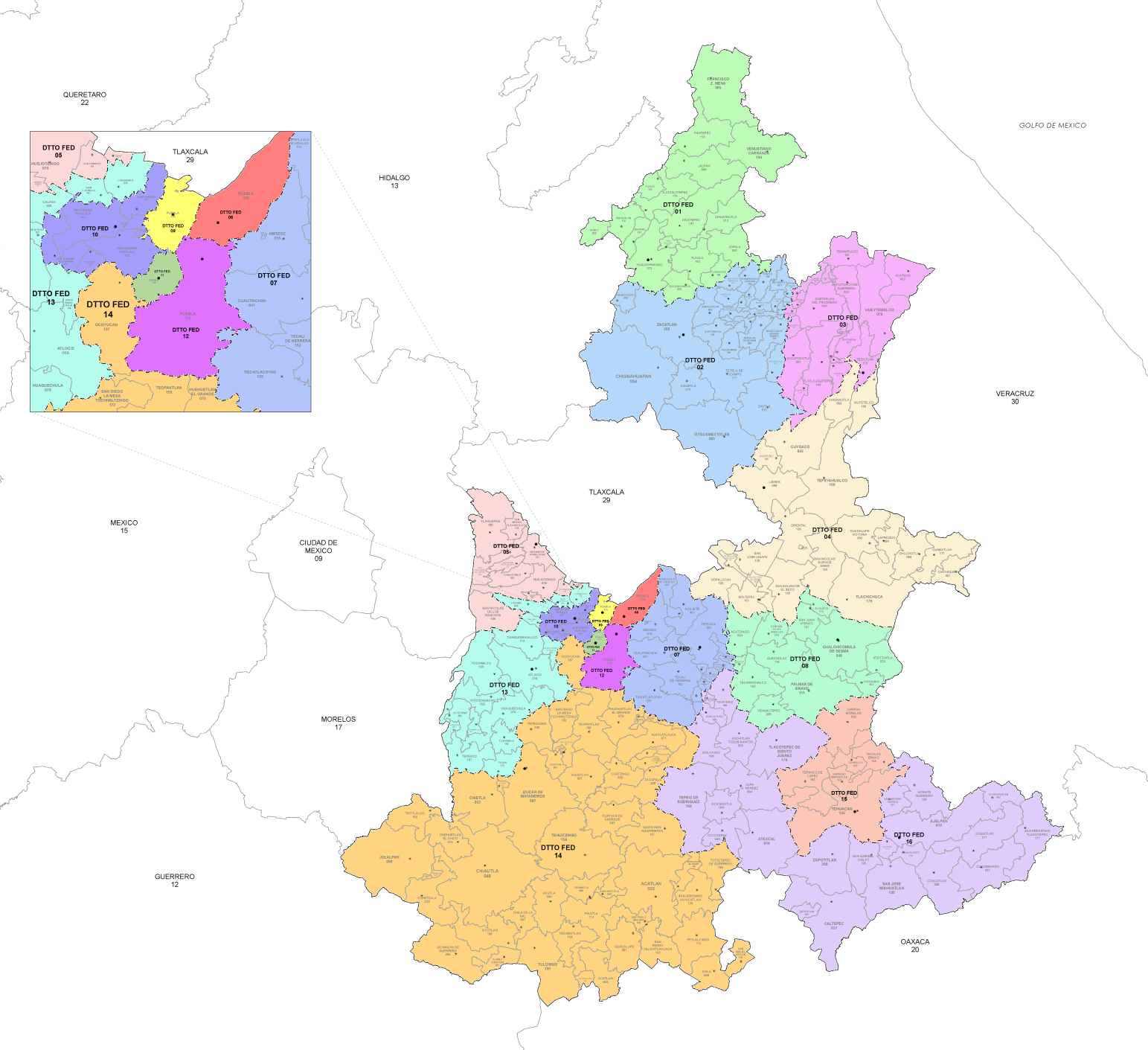
Distritos electorales federales del estado de Puebla (desde 2022).

El I Distrito Electoral Federal de Puebla es uno de los 300 distritos electorales en los que se encuentra dividido el territorio de México para la elección de diputados federales y uno de los 16 en los que se divide el estado de Puebla. Su cabecera es la ciudad de Huauchinango.

## Distritaciones anteriores

### Distritación 1996 - 2005
Entre 1996 y 2005 el Primer Distrito se encontraba ubicado en la misma región de Puebla y lo formaban prácticamente los mismos municipios, con la única diferencia de que el de Jopala no formaba parte del distrito y si el de Tlapacoya.

## Diputados por el distrito
| Legislatura   | Periodo     | Diputado                                | Grupo parlamentario                  |
| ------------- | ----------- | --------------------------------------- | ------------------------------------ |
| I             | 1857 - 1861 |                                         |                                      |
| II            | 1861 - 1862 |                                         |                                      |
| III           | 1862 - 1863 |                                         |                                      |
| IV            | 1867 - 1868 |                                         |                                      |
| V             | 1869 - 1871 |                                         |                                      |
| VI            | 1871 - 1873 |                                         |                                      |
| VII           | 1873 - 1875 |                                         |                                      |
| VIII          | 1875 - 1878 |                                         |                                      |
| IX            | 1878 - 1880 |                                         |                                      |
| X             | 1880 - 1882 |                                         |                                      |
| XI            | 1882 - 1884 |                                         |                                      |
| XII           | 1884 - 1886 |                                         |                                      |
| XIII          | 1886 - 1887 |                                         |                                      |
| XIV           | 1888 - 1890 |                                         |                                      |
| XV            | 1890 - 1892 |                                         |                                      |
| XVI           | 1892 - 1894 |                                         |                                      |
| XVII          | 1894 - 1896 |                                         |                                      |
| XVIII         | 1896 - 1898 |                                         |                                      |
| XIX           | 1898 - 1900 |                                         |                                      |
| XX            | 1900 - 1902 |                                         |                                      |
| XXI           | 1902 - 1904 |                                         |                                      |
| XXII          | 1904 - 1906 |                                         |                                      |
| XXIII         | 1906 - 1908 |                                         |                                      |
| XXIV          | 1908 - 1910 |                                         |                                      |
| XXV           | 1910 - 1912 |                                         |                                      |
| XXVI          | 1912 - 1914 |                                         |                                      |
| Constituyente | 1916 - 1917 | Daniel Gómez                            |                                      |
| XXVII         | 1917 - 1918 | Porfirio del Castillo                   |                                      |
| XXVIII        | 1918 - 1920 |                                         |                                      |
| XXIX          | 1920 - 1922 |                                         |                                      |
| XXX           | 1922 - 1924 | Luis Sánchez de Cima                    |                                      |
| XXXI          | 1924 - 1926 |                                         |                                      |
| XXXII         | 1926 - 1928 |                                         |                                      |
| XXXIII        | 1928 - 1930 |                                         |                                      |
| XXXIV         | 1930 - 1932 |                                         |                                      |
| XXXV          | 1932 - 1934 |                                         |                                      |
| XXXVI         | 1934 - 1937 |                                         |                                      |
| XXXVII        | 1937 - 1940 |                                         |                                      |
| XXXVIII       | 1940 - 1943 | Blas Chumacero                          | Partido de la Revolución Mexicana    |
| XXXIX         | 1943 - 1946 | Gustavo Díaz Ordaz                      | Partido de la Revolución Mexicana    |
| XL            | 1946 - 1949 | Blas Chumacero                          | Partido Revolucionario Institucional |
| XLI           | 1949 - 1952 |                                         |                                      |
| XLII          | 1952 - 1955 | Blas Chumacero                          | Partido Revolucionario Institucional |
| XLIII         | 1955 - 1958 | Salvador Lobato Jiménez                 | Partido Revolucionario Institucional |
| XLIV          | 1958 - 1961 | Blas Chumacero                          | Partido Revolucionario Institucional |
| XLV           | 1961 - 1964 |                                         |                                      |
| XLVI          | 1964 - 1967 |                                         |                                      |
| XLVII         | 1967 - 1970 | Blas Chumacero                          | Partido Revolucionario Institucional |
| XLVIII        | 1970 - 1973 | Melquiades Trejo Hernández              | Partido Revolucionario Institucional |
| XLIX          | 1973 - 1976 | Miguel Fernández del Campo Machorro     | Partido Acción Nacional              |
| L             | 1976 - 1979 | Nicolás Pérez Pavón                     | Partido Revolucionario Institucional |
| LI            | 1979 - 1982 | Ángel Aceves Saucedo                    | Partido Revolucionario Institucional |
| LII           | 1982 - 1985 | Hilda Luisa Valdemar Lima               | Partido Revolucionario Institucional |
| LIII          | 1985 - 1988 | Blas Chumacero                          | Partido Revolucionario Institucional |
| LIV           | 1988 - 1991 | Víctor Manuel Carreto Fernández de Lara | Partido Revolucionario Institucional |
| LV            | 1991 - 1994 | José Manuel Vera López                  | Partido Revolucionario Institucional |
| LVI           | 1994 - 1997 | Héctor González Reyes                   | Partido Revolucionario Institucional |
| LVII          | 1997 - 2000 | Enoé González Cabrera                   | Partido Revolucionario Institucional |
| LVIII         | 2000 - 2003 | Alberto Amador Leal                     | Partido Revolucionario Institucional |
| LIX           | 2003 - 2006 | René Meza Cabrera                       | Partido Revolucionario Institucional |
| LX            | 2006 - 2009 | Alberto Amador Leal                     | Partido Revolucionario Institucional |
| LXI           | 2009 - 2011 | Ardelio Vargas Fosado                   | Partido Revolucionario Institucional |
| LXI           | 2011 - 2012 | Ricardo Urzúa Rivera                    | Partido Revolucionario Institucional |
| LXII          | 2012 - 2015 | Laura Guadalupe Vargas Vargas           | Partido Revolucionario Institucional |
| LXIII         | 2015 - 2018 | Carlos Barragán Amador                  | Partido Revolucionario Institucional |
| LXIV          | 2018 - 2020 | Miguel Acundo González                  | Partido Encuentro Social             |
| LXIV          | 2020 - 2021 | José Francisco Esquitín Alonso          | Partido Encuentro Social             |
| LXV           | 2021 - 2024 | Marco Antonio Natale Gutiérrez          | Partido Verde Ecologista de México   |
| LXVI          | 2024 - 2027 | Gissel Santander Soto                   | Movimiento Regeneración Nacional     |

## Elecciones del 2009 al 2024
|  | Partido Acción Nacional                        |  | René Meza Cabrera                    |
|  | Partido Revolucionario Institucional           |  | Ardelio Vargas Fosado                |
|  | Partido de la Revolución Democrática           |  | Miguel Acundo González               |
|  | Coalición Salvemos a México (PT, Convergencia) |  | Rosa María López García              |
|  | Partido Verde Ecologista de México             |  | Emmanuel Villarreal Velázquez        |
|  | Partido Nueva Alianza                          |  | Julieta Contla Rangel                |
|  | Partido Socialdemócrata                        |  | José de Jesús Valderrábano Hernández |